# 顧客関係管理
顧客関係管理（こきゃくかんけいかんり、英語: customer relationship management、略称：CRM）とは、顧客満足度と顧客ロイヤルティの向上を通して、売上の拡大と収益性の向上を目指す経営戦略/手法である。顧客情報管理、顧客関係構築、単に顧客管理と訳される場合もある。

## 概要
大量生産・大量消費を前提としたマスマーケティングの時代から、消費者個別のニーズに合わせた One to Oneマーケティングの時代へという市場環境の変化により、特に製品単体での差別化が難しい業界(金融やリテール)で注目を集めていた経営コンセプトである。顧客あるいは見込み客が体験する企業との人的・非人的対話をより良いものとすることで、顧客の獲得や維持の向上を目指すものである。
CRMという概念は、比較的最近のコンセプトに思われがちであるが、近所の個人商店で顔見知りの顧客に提供するようなハイタッチの関係を大規模に再現することを目指すものであり、日本でも江戸時代から大福帳などで見られるように実践されていた。単に売上高のみを管理するだけではなく、個人にフォーカスした経営が重要であることは、感覚的に理解しやすい。新規顧客獲得に対して、既存顧客からの継続・追加と離脱によるロスの防止の方が、はるかに収益性が高いとされることが、基礎となっている。
CRMの実践には、財務や税務処理といった観点の管理(伝票処理システムなど)とは別に、「顧客」を「個客」としてその行動をミクロに捉える視点と管理のテクノロジー、顧客指向の組織横断的なプロセス、そして顧客指向で行動する人が必要である。
2025年に実施された調査では、POSシステム導入によって「リピート率の向上・顧客管理の強化」を実感した店舗が全体の22.6%にのぼったと報告されている。これは顧客満足度の向上（同調査で45.2%）とあわせ、CRM施策による既存顧客への効果の一端を示すものといえる。

## CRMのタイプ/領域

### 実行系 (Operational) CRM
顧客接点とフロントオフィスのプロセスを改善することで、顧客の体験とパフォーマンスを向上することを目指すタイプのCRM。
- 営業支援システム - Sales Force Automation (SFA) 。商談/案件の状態を把握し、営業方法論(メソドロジー)に基づいたプロセスを通して成果の向上を目指す。売り上げ予測(フォーキャスト)、評価と連動されることも一般的である。
- マーケティングオートメーション - B2Cではセグメンテーション等に基づく多数のキャンペーン実行や、顧客行動に基づく自動オファリングなどによる成果拡大を目指す。B2Bではリードナーチャリング[3]等による営業初期段階の支援を目指す。
- サービス・オートメーション - コールセンター、FAQ/ナレッジベースなどにより、カスタマーサービスの品質と生産性を向上することを目指す。音声、Eメール、チャットなどのチャネルと、これにともなる応対の履歴を統合することも一般的である。

### 分析系 (Analytical) CRM
データマイニング、テキストマイニング、映像分析などの手法により、顧客の行動や収益性、対応プロセスなどを分析し、改善や自動化に活用して成果を得ることを目指す。分析に必要なデータを集積するデータウェアハウスや可視化も欠かせない要素である。
- 行動分析 - 古典的には購入履歴、後に問い合わせ履歴、Webアクセス、最近では店頭での行動から顧客の嗜好や期待を理解する。
- 収益性分析 - 例えば電話による問い合わせ有無など、顧客の購買やサービス利用の行動はその収益性に影響する。ABCと合わせて、顧客の価値を金銭的に把握することができる。

## CRMシステム
CRMシステムは、必ずしも大規模なシステムである必要はなく、紙のカードやノートを利用したシステム（大福帳など）でも、これを活用した顧客への対応としてのCRMは実践できる。しかし、数人を超える規模の組織で、顧客に関連する多様で大量のデータの集積と分析、これを活用したプロセスの改善を図る場合には、一定のテクノロジー機能が必要である。
一般にCRMシステムと言われるシステムには、以下のような要素が含まれる。CRMの導入を考える企業は、以下の様々な分野のうち、自社が注力する分野についてのシステムを中心に導入していくことが多い。
- 顧客情報の管理・分析システム
- メールマガジンなどの顧客管理システム
- CTIシステム
- コールセンターシステム
- アフターサービス管理システム
- SFA（営業支援システム）
- ダイレクトメールなどの販促システム
- ポイントカードなどのカード管理システム
- マーケティングオートメーションなどの見込み客管理システム

## 沿革
「CRM」という単語は、1990年代から多くの日本企業で使われ始めた言葉だと言われている。1990年代後半に米国で誕生した。連絡先管理とコールトラッキングシステムから、顧客に関する情報と、アクティビティー/応対の内容を記録し、これを活用する意図から、包括的な語としてCRMが提唱されたものと推定される。理論的にはPeppers and Rogersによる1to1が代表する、顧客との長期的な関係がビジネスの本質的な利益に寄与するとの思想に裏付けられている。[出典：ナレッジスイート株式会社]
日本には1990年代後半に紹介され、金融機関を中心に一時期ブームになったが、折りしも金融業界の不良債権問題を原因とする前向きなシステム投資が抑制されたため、勝ち組の金融機関にしか導入されなかった。
2000年代以降は、インターネットや携帯電話の爆発的な普及により、インターネットメールマーケティングを中心とするe-CRMへと発展している。
e-CRMはソフトウェアベンダーのパッケージ開発が盛んに行われてきたが、2000年以降ベンダーの統廃合が進んできている。一般に、CRMはERPなどの基幹システムと連携することが多く、独SAPや米マイクロソフトなどのERPベンダーが提供するCRMパッケージを基幹システムの種類に合わせて採用する事例が多く見られる。
またオンサイト型の導入から自社にソフトウェア資産を持たずにインターネット経由でシステム利用を行うオンデマンドサービスを提供する企業が伸びてきている。セールスフォースやベンチャーではZoho CRMなどがサービス提供企業の一例である。
オープンソースCRMソフトウェアでは、SugarCRM、vtiger CRMなどがあり、vtigerCRM.jpによるvtigerCRM日本語化プロジェクトも存在する。また、vtiger CRMをベースとしたF-RevoCRMなど開発の広がりをみせている。